# Bramka (gromada)
Bramka – dawna gromada, czyli najmniejsza jednostka podziału terytorialnego Polskiej Rzeczypospolitej Ludowej w latach 1954–1972.
Gromady, z gromadzkimi radami narodowymi (GRN) jako organami władzy najniższego stopnia na wsi, funkcjonowały od reformy reorganizującej administrację wiejską przeprowadzonej jesienią 1954 do momentu ich zniesienia z dniem 1 stycznia 1973, tym samym wypierając organizację gminną w latach 1954–1972.
Gromadę Bramka z siedzibą GRN w Bramce utworzono – jako jedną z 8759 gromad na obszarze Polski – w powiecie morąskim w woj. olsztyńskim na mocy uchwały nr 17 WRN w Olsztynie z dnia 4 października 1954. W skład jednostki weszły obszary dotychczasowych gromad Bramka, Kotkowo i Ruś ze zniesionej gminy Bramka oraz obszar dotychczasowej gromady Raj ze zniesionej gminy Słonecznik w tymże powiecie. Dla gromady ustalono 13 członków gromadzkiej rady narodowej.
Gromadę zniesiono 1 stycznia 1958, a jej obszar włączono do gromad: Żabi Róg (wsie Bramka, Ruś i Kotkowo, PGR-y Zawroty i Silin oraz osady Piłąg i Białka) i Słonecznik (wieś Raj i osadę Lubin) w tymże powiecie.